# SeXXbomba
SeXXbomba – trzypłytowy album zespołu Sexbomba wydany w 2007 z okazji jubileuszu XX – lecia zespołu przez wytwórnię Sonic.
Zawiera płytę CD Single z radiowymi wersjami utworów Sexbomby (w tym nie wydanymi wcześniej na płytach), płytę koncertową Na żywo na XX – lecie zarejestrowaną 08.09.2006 podczas koncertu na Legionowskim rynku (z gościnnym udziałem m.in. Pawła Kukiza i Anji Orthodox) oraz płytę DVD zawierającą tenże koncert, dokumentalny film biograficzny o zespole, dyskografię oraz zestaw teledysków. Do wydawnictwa dołączono 50 stronicową, bogato ilustrowaną książeczkę o historii zespołu.

## Lista utworów
Płyta Single
1. „Pojedźmy na Hell”
2. „Czy ty sex?”
3. „Nel blu di pinto di blu”
4. „Hallo, to ja”
5. „Kocyk nad Wisłą”
6. „Molo”
7. „Maj/wiesz jak to jest”
8. „140 sek. w barze Alabama”
9. „Malovany Dzbanku”
10. „Radio gra”
11. „Newyorksyty”
12. „Bujana Warszawa”
13. „Pocztówka z Londynu”
14. „Piosenka o sklonowaniu Johna Lennona”
15. „Ona dokładnie wie”
16. „Czy ona czuje klimat?”

Płyta na żywo na XX – lecie
1. „Ca plane pour moi”
2. „Alarm / Ulice krzykną”
3. „Bejsbolowy kij”
4. „Molo”
5. „Mariola walczy w kisielu”
6. „Dym”
7. „Nikt z Nikąd”
8. „Polska traci czas”
9. „Newyorksyty”
10. „Szła dzieweczka”
11. „Wolność”
12. „Skóra”
13. „Woda.Woda.Woda.”
14. „Legionowo na dobranoc”

## Lista utworów na płycie DVD
Koncert z legionowskiego rynku 08.09.2006
1. „Ca plane pour moi”
2. „Alarm / Ulice krzykną”
3. „Bejsbolowy kij”
4. „Molo”
5. „Mariola walczy w kisielu”
6. „Dym”
7. „Nikt z Nikąd”
8. „Polska traci czas”
9. „Newyorksyty”
10. „Szła dzieweczka”
11. „Wolność”
12. „Skóra”
13. „Woda.Woda.Woda.”

Videoklipy
1. „Pocztówka z Londynu”
2. „Czas na wolność/Zegary”
3. „Plastik i skaj”
4. „Ona dokładnie wie”
5. „Czy ty sex?”
6. „Newyorksyty”

oraz
1. Film biograficzny SeXXbomba autorstwa Tomasza Talarskiego zawierający materiały archiwalne, wywiady, fragmenty koncertów.
2. Dyskografia zespołu

## Twórcy
- Robert Szymański – wokal
- Bogdan Nowak – gitara, wokal
- Piotr Welcel – gitara basowa, wokal
- Dominik Dobrowolski – perkusja, wokal
- Tomasz Szafrański – perkusja
- Dariusz Piskorz – perkusja
- Artur Foremski – gitara, wokal
- Bogdan Kozieł – gitara, wokal
- Waldemar Lewandowski – gitara
- Jarosław "Jasiu" Kidawa – gitara
- Marek Krynicki – keyb.
- Sebastian Sołdrzyński – trąbka
- Dariusz Plichta – puzon
- Christian Broniarz – saksofon
- Irena Krasnicka – głos

Gościnnie
- Paweł Kukiz – wokal
- Anja Orthodox – wokal
- Bogdan Kozieł – gitara, wokal
- Mariusz Kumala – gitara
- Adam Szymański – gitara, wokal
- Ania Welcel – wokal
- Kuba Dobrowolski – wokal

Realizacja:
- Zbigniew Beszczyński – foto
- Robert Szymański – realizacja dźwięku koncertu
- Marcin Koźliński – realizator videoklipów
- Dariusz Królikowski- realizator videoklipów
- Tomasz Talarski  – realizacja zapisu video koncertu i filmu dokumentalnego
- różni kompozytorzy – muzyka
- różni autorzy – słowa